# Dekabristi
Dekabristi su bili ruski časnici, koji su tražili promjenu režima u Rusiji i ustavne oblike vlasti.
Njihova pobuna dogodila se, kada se skupina mladih plemića i časnika okupila se na Trgu Senata u Sankt-Peterburgu, 26. prosinca 1825. godine. Prosinac je na ruskom: "декабрь" [dekabr]). Ruski car Aleksandar I. umro je taj dan, a novi car Nikola I. imao je prisegu. Dekabristi su planirali poduzeti vojnu zavjeru, kako bi svrgnuli cara i politički preoblikovali Rusiju u ustavnu monarhiju ili čak republiku. 
Čelnici pobune bili su sljedbenici francuske revolucije. Ideološki vođa, pukovnik Pavel Pestelj, čak je otvoreno zagovarao ubojstvo kraljevske obitelji, uključujući i žene i djecu. Mnogi redovni vojnici, međutim, nisu znali za radikalne političke ciljeve i ambicije njihovih lidera. Car Nikola I. tri je puta predlagao pregovore s pobunjenicima, ali oni su odbili takve pokušaje. Neuspjeh u pregovarima, naveo je carsku vladu, da pobunu uguši silom.
Pobunjenici nisu bili dobro organizirani. Nisu imali saveznike u drugim gradovima izvan glavnog grada. Pobuna je slomljena i pet vođa pobune (Pestelj, Muravjov-Apostol, Bestužev-Rjumin, Pjotr Kahovski i Riljejev) su obješeni, a drugi su bili prognani u Sibir i lišeni činova. Obični vojnici međutim, nisu bili kažnjeni, jer su samo slušali zapovijedi svojih pretpostavljenih.
Preživjeli su pomilovani 1856. godine.